# .ma
.ma – domena internetowa przypisana do Maroka. Drugą domeną najwyższego poziomu przypisaną do Maroka jest المغرب. i została zarejestrowana kwietnia 2011.

## Domeny drugiego stopnia
- net.ma: dostawcy usług internetowych,
- ac.ma: placówki edukacyjne,
- org.ma: organizacje (zazwyczaj non-profit),
- gov.ma: strony rządowe,
- press.ma: prasa i publikacje,
- co.ma: przeznaczenie komercyjne.